# Cassida murraea
Cassida murraea es un insecto coleóptero de la familia Chrysomelidae. Se distribuye por el paleártico de Eurasia.